# ساندرو ريتشي
ساندرو ميرا ريتشي (بالبرتغالية: Sandro Meira Ricci‏) (ولد في 17 نوفمبر 1975)، هو حكم كرة قدم برازيلي. تم اختياره كواحد من حكام تصفيات كأس العالم 2014، وبدأ بمباراة تجمع بين منتخب الإكوادور ومنتخب باراغواي بتاريخ 26 مارس 2013.
في مارس 2013، تم إضافة ريتشي من قبل الاتحاد الدولي لكرة القدم لقائمة الحكام المرشحين لمسابقة كأس العالم 2014.
تم اختيار ريتشي لتمثيل البزاريل في كأس العالم 2014، بالإضافة إلى الحكام المساعدين أيمرسون دي كارفالو، ومارسيلو فان جاسي. كانت أول مباراة أدارها بين منتخب فرنسا ومنتخب الهندوراس والتي أقيمت بتاريخ 15 يونيو 2014، لقد كان أول حكم بالعالم يتحقق من صحة هدف عن طريق التقنية المستحدثة ألا وهي تقنية خط المرمى

## وصلات خارجية
- ساندرو ريتشي على موقع Soccerway.com (الإنجليزية)
- ساندرو ريتشي على موقع أوليمبيديا (الإنجليزية)
- ملف تعريفي لساندرو ريتشي موقع Football-Lineups
- ملف تعريفي لساندرو ريتشي موقع O Gol